# Hong Myung-Bo
Hong Myung-Bo, född 12 februari 1969 i Seoul, är en sydkoreansk före detta fotbollsspelare som numera är tränare för Sydkoreas U23-landslag. Han finns med på "FIFA 100", som är en lista över de 125 bästa fotbollsspelarna genom alla tider enligt Pelé.